# Empty Sky
Empty Sky – pierwszy album wówczas 22 letniego brytyjskiego pianisty i piosenkarza, Eltona Johna, wydany 3 czerwca 1969. W USA wszedł do sprzedaży dopiero 13 stycznia 1975, kiedy międzynarodowa sława Eltona była już ustabilizowana i pewna.

## O albumie
Powstawał w studio nagraniowym Dick James Music Studios w Londynie od grudnia 1968 do kwietnia 1969. Chociaż ścieżka dźwiękowa zawarta na płycie może zostać sklasyfikowana jako łagodny psychodeliczny rock, to jednak wyraźnie dostrzegalny jest też popowy talent Eltona. Elton wzbogacił album poprzez dodanie nietypowego instrumentu jakim jest klawesyn. Dźwięk klawesynu jest słyszalny w niektórych utworach,  między innymi w  "Skyline Pigeon", którą to pianista opisał jako pierwszą napisaną przez Berniego Taupina pod której był wrażeniem.

## Spis utworów
1. "Empty Sky" – 8:29
2. "Val-Hala" – 4:12
3. "Western Ford Gateway" – 3:15
4. "Hymn 2000" – 4:29
5. "Lady What's Tomorrow" – 3:09
6. "Sails" – 3:45
7. "The Scaffold" – 3:18
8. "Skyline Pigeon" – 3:37
9. "Gulliver/Hay-Chewed/Reprise" – 6:59
10. "Lady Samantha" – 3:02 (dodatkowy[4])
11. "All Across the Havens" – 2:52 (dodatkowy[4])
12. "It's Me That You Need" – 4:04 (dodatkowy[4])
13. "Just Like Strange Rain" – 3:44 (dodatkowy[4])